# Abbazia di Middelburg

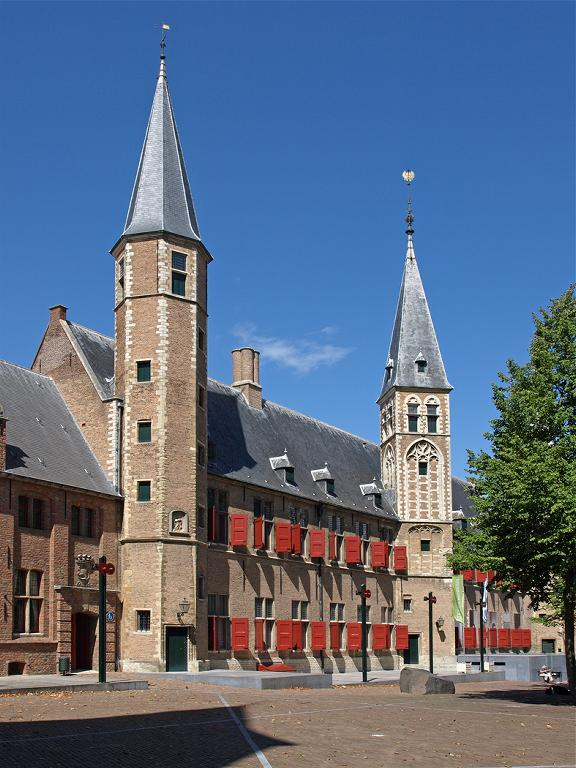
Facciata principale dell'abbazia

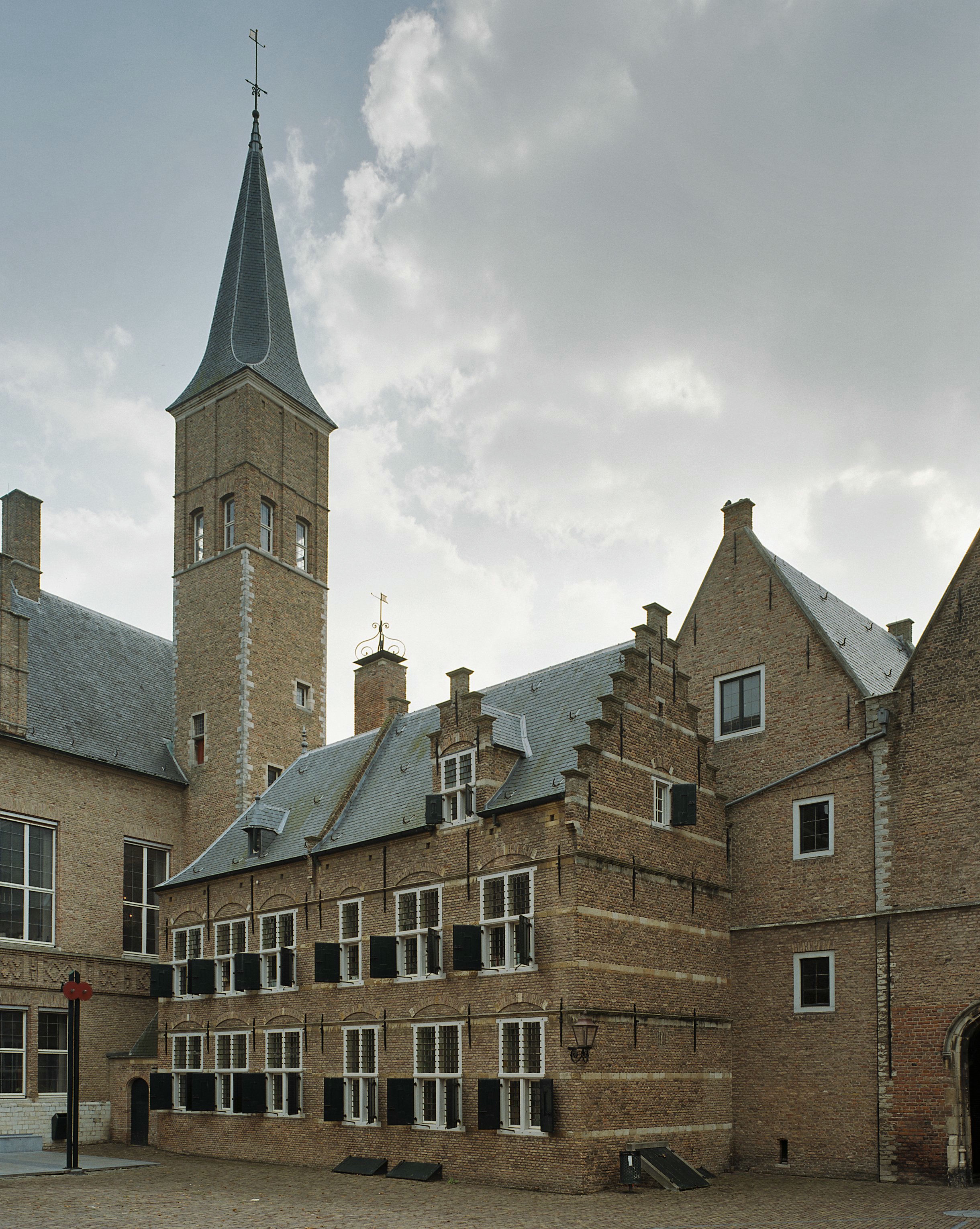
Un'ala dell'abbazia

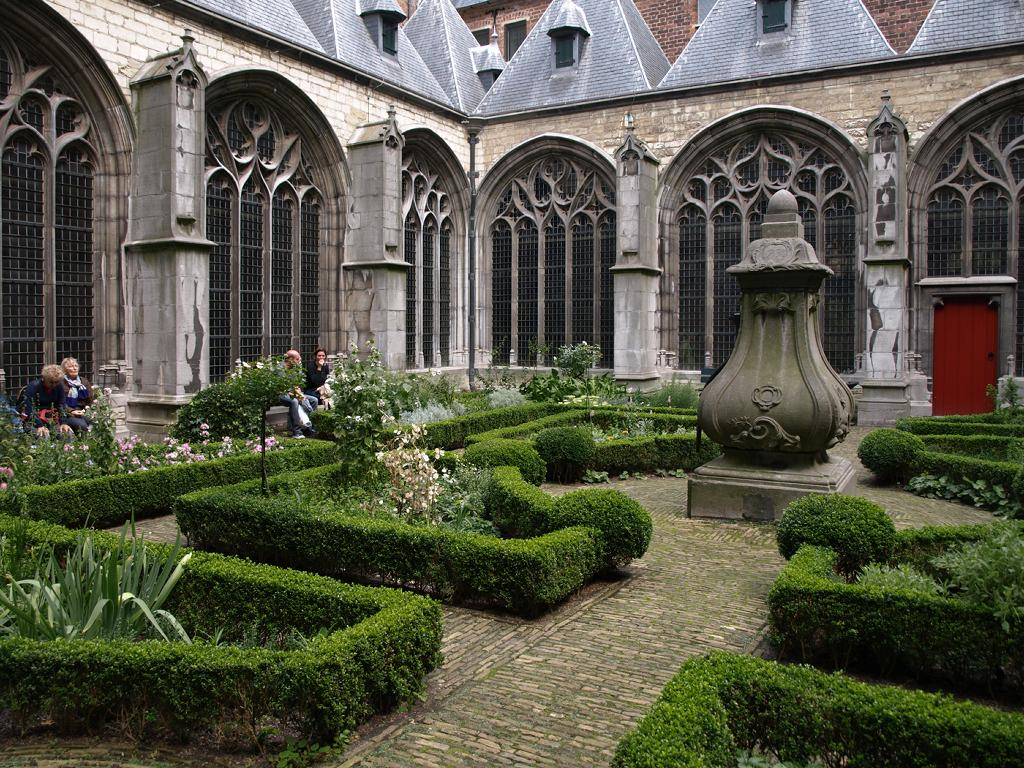
Il chiostro con giardino dell'abbazia

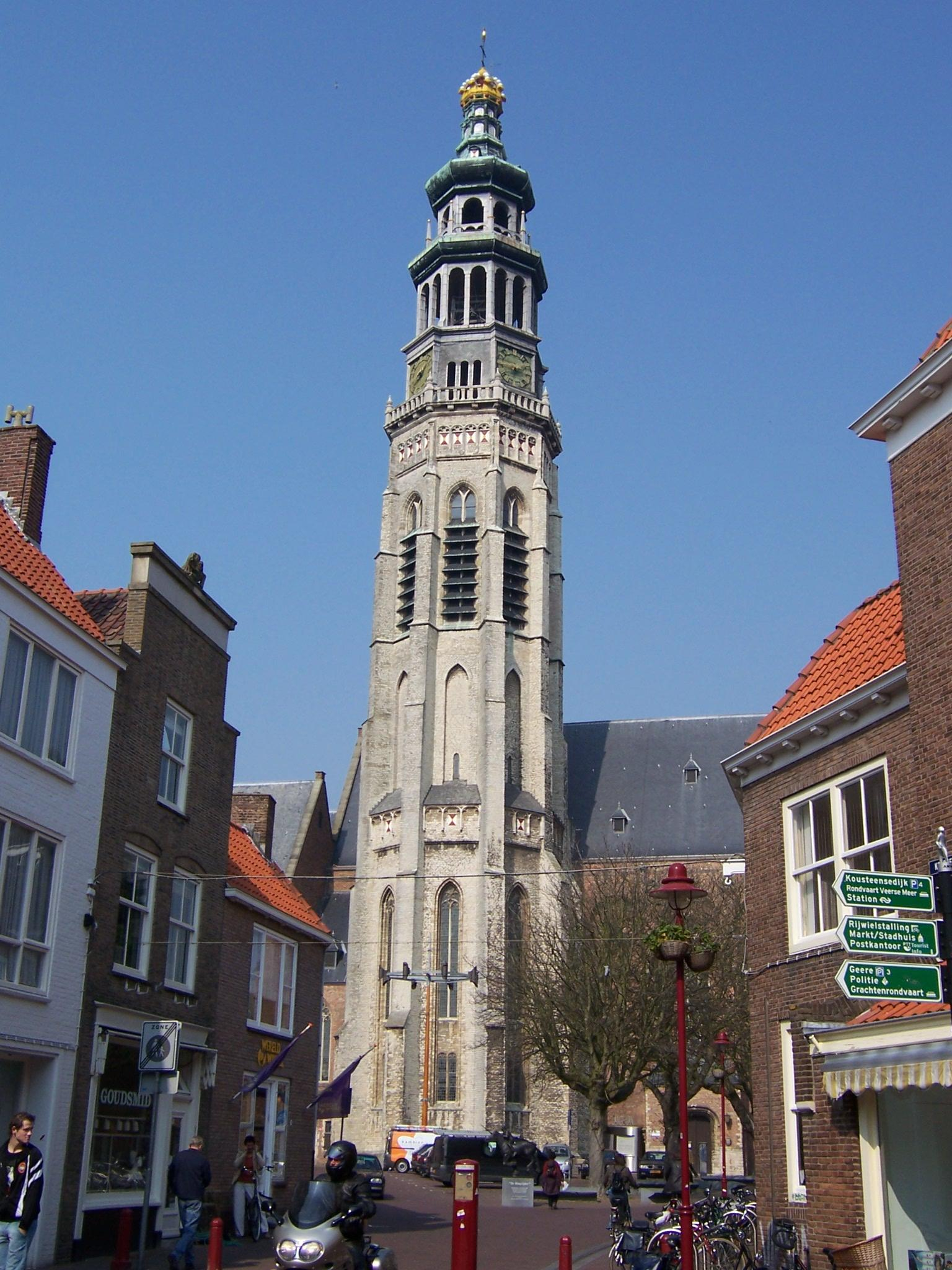
La torre "Lange Jan"

L'abbazia di Middelburg (in olandese: Abdij van Middelburg; ufficialmente: Onze-Lieve-Vrouwe abdij, ovvero "Abbazia di Nostra Signora") è un complesso religioso della città olandese di Middelburg, in Zelanda, che è stato realizzato a partire dagli inizi del XII secolo  e che ospitava una comunità di monaci dell'ordine dei Norbertini.

## Descrizione
L'abbazia si affaccia sulla Pieterstraat a sud/sud-ovest di Damplein e nei pressi dello Sint-Jorisdoelen
Il complesso abbaziale comprende tre chiese: la Koorkerk, la Nieuwe Kerk e la Wandelkerk, di cui però soltanto le prime facevano parte della struttura prima della chiusura del monastero.
L'abbazia ospita inoltre al suo interno lo Zeeuws Museum e la sede della provincia.

## Storia
L'abbazia fu fondata nel 1123 o 1127 da monaci dell'ordine dei Norbertini provenienti dall'abbazia di San Michele di Anversa nel luogo in cui sorgeva un castello carolingio.  L'edificio fu realizzato attorno ad un giardino chiamato "Pandhof".
I monaci furono cacciati nel 1574 da Guglielmo I d'Orange e l'abbazia fu quindi secolarizzata.
|  |

Alla fine del XIX secolo fu intrapresa un'ampia opera di restauro dell'edificio, che ne fece riacquisire l'aspetto che aveva nel XV secolo.

## Punti d'interesse

### Koorkerk
La Koorkerk, eretta a partire dal XIV secolo, è la più antica delle tre chiese abbaziali. È a navata singola.

### Nieuwe Kerk
Risale invece al XVI secolo la seconda chiesa eretta nel complesso abbaziale, Nieuwe Kerk ("Chiesa Nuova"). Al suo interno si trova un organo risalente al XVII secolo.

### Wandelkerk
La Wandelkerk fu invece eretta agli inizi del XVII secolo, ovvero dopo la chiusura dell'abbazia.
La chiesa presenta una torre ottagonale di 89 metri, nota come Lange Jan.

### Zeeuws Museum
In una delle parti più antiche dell'abbazia, un tempo adibita ad alloggio per i monaci, trova posto lo Zeeuws Museum ("Museo zelandese"), un museo dedicato alla storia della provincia della Zelanda, dove sono esposti abiti tradizionali, arazzi, porcellane, ecc.